# Emil von Melle
Emil von Melle (* 29. April 1822 in Hamburg; † 17. Januar 1891 ebenda) war ein Hamburger Kaufmann und Senator.

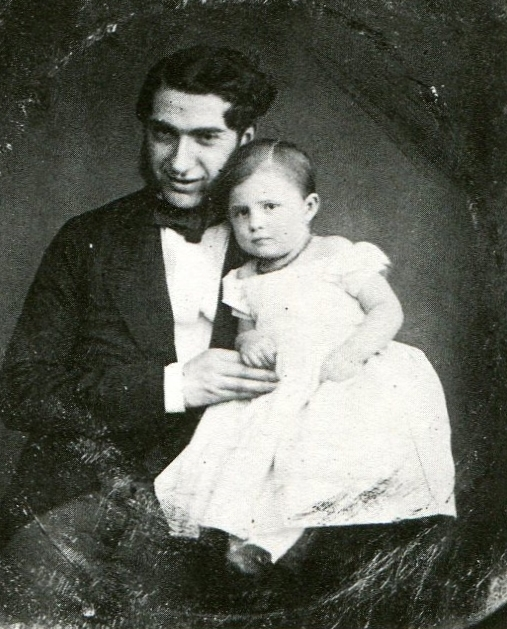
Senator Emil von Melle mit Sohn Werner um 1856

## Familie
Emil von Melle ist der einzige Sohn des aus Lübeck gebürtigen Kaufmanns Theodor Lorenz Friedrich von Melle  (1788–1850) und der am 22. Mai 1822 mit ihm vermählten, aus Posen stammenden Bankierstochter Babette Helene Henriette Victor (1797–1875), Tochter des Bankiers Victor (auch Vigdor) Joseph, die über ihre Schwester Ernestine Robert, geb. Victor, mit Rahel Varnhagen von Ense verschwägert war. Emil von Melle heiratete 1850 Maria Geffcken, die Tochter des Senators Heinrich Geffcken dessen Nachruf er auch für die Allgemeine Deutsche Biographie geschrieben hat. Sein Sohn Werner von Melle wurde kurz nach Melles Tod zuerst Senatssekretär und später auch Senator. Der andere Sohn Erwin von Melle (1861–1898) war Architekt in Hamburg. Seine Tochter Antonie war mit dem Präsidenten der Bürgerschaft und späteren Senator Otto Wilhelm Mönckeberg verheiratet.

## Leben
Melle wuchs in Hamburg auf, er machte eine kaufmännische Lehre, und wurde dann ins Ausland geschickt, wo er mehrere Jahre, zuerst in London und dann in New York arbeitete. Er kehrte Anfang der vierziger Jahre nach Hamburg zurück und trat in das väterliche Handelsgeschäft ein. Melle wurde 1850 dort zuerst Teilhaber und nachdem sein Vater im selben Jahr verstarb Eigentümer. Melle führte sein Geschäft bis 1879 erfolgreich fort.
Ab Anfang der fünfziger Jahre des neunzehnten Jahrhunderts publizierte Melle in einigen Hamburger Zeitungen und er engagierte sich ehrenamtlich in der Hamburger Kommunalverwaltung. Von 1863 bis 1867 gehörte er der Hamburgischen Bürgerschaft an. Im Jahre 1867 schloss sich Melle außerdem der Nationalliberalen Partei an und erlangte im August 1867 für den Reichstagswahlkreis Freie und Hansestadt Hamburg 1 einen Sitz im Reichstag des Norddeutschen Bundes.
Beide Mandate legte Melle nieder, als er am 9. Dezember 1867 für den ausgeschiedenen Senator Frédéric de Chapeaurouge in den Hamburgischen Senat gewählt wurde. Melle gehörte dem Senat bis zu seinem Rücktritt aus gesundheitlichen Gründen im  Dezember 1890 an.
Zu seinem Nachfolger wurde Rudolph Roosen (1830–1907) gewählt. Im Senat wirkte Melle unter anderem in der Bankdeputation, dort verhandelte er als Präses mit dem Reich über die Auflösung und Integration der Hamburger Bank in die Reichsbank. Als Präses der Baudeputation amtierte Melle von 1878 bis 1884, seine maßgebliche Aufgabe bestand darin die Bautätigkeiten für die Zollanschlussbauten vorzubereiten und zu planen.